# Charles Levens
Charles Levens (1689-1764) est un compositeur français de la période baroque.

## Biographie
Né à Marseille le 24 septembre 1689, Charles Levens est très tôt confié par sa famille à la maîtrise de la cathédrale de la Major (Cathédrale Sainte-Marie-Majeure de Marseille) où il reçoit une éducation complète de musicien d'église. Rompu à l'art du chant et à la pratique du continuo, initié au jeu de basson et de la basse de viole, exercé à la composition musicale par le contact avec les œuvres des maîtres, il peut très vite prétendre à un poste dans une des psallettes des grands métropoles régionales.
Il quitte La Major en 1709. Après un séjour à Bordeaux - qui correspond à l'époque de sa rencontre avec Jeanne Sauzea dont il aura treize enfants - Levens s'installe comme musicien à Toulouse. Lorsque, en 1718, le chapitre de la cathédrale Saint-Pierre de Vannes lui propose la place de maître de musique, il n'hésite pas à partir en Bretagne où il restera jusqu'en 1723.
C'est à Vannes qu'il se lie d'amitié avec un de ses anciens enfants de chœur de la psallette, Nicolas Mahé, dont il fera son copiste attitré. Avant son départ de Saint-Pierre, Levens dirige un Te Deum pour célébrer le sacre de Louis XV en 1722. Il sera joué plus tard, en 1789 à Bordeaux, après la mort de Levens et au moment de l'annonce de la prise de la Bastille comme un acte d'appel à la clémence divine.
De retour à Toulouse, Levens prend la direction de la maîtrise de la cathédrale Saint-Étienne. Sa renommée ne tarde pas à s'étendre hors de limites de l'église. Lorsque la ville de Toulouse décide d'inaugurer l'année académique, en 1724, c'est à Levens que revient l'honneur d'écrire la cantate de circonstance. C'est sans doute le signe qu'il dirigeait aussi l'Académie de musique de la ville (ces académies, timidement  créées vers cette époque, sont à considérer comme les ancêtres des conservatoires de musique, aussi bien que les maîtrises des églises cathédrales et collégiales, créées depuis plusieurs siècles, partout en France et en Europe). En novembre 1738, Charles Levens accepte le poste de maître de musique de la psallette de la cathédrale Saint-André de Bordeaux. Il y restera jusqu'à sa mort, en 1764. Son autorité de directeur de la musique s'appuie désormais sur une maturité de pédagogue et de compositeur, maturité dont témoignent non seulement l'estime que lui portent ses mécènes mais aussi le rayonnement de sa notoriété de musicien et de théoricien.
En effet, outre ses activités de maître de musique et de compositeur, Levens manifeste un vif intérêt pour les recherches sur le langage harmonique et sur la question du "goût" en musique exposées dans les nombreux traités de l'époque. À la lumière des idées maîtresses de Jean-Philippe Rameau et des découvertes de mathématiciens tels que celles réalisées par Leonhard Euler, il invente un système de sons fondé sur une échelle bimodale. Il détermine une succession diatonique - UT-RE-MI-FA-SOL-LAb-SIb-UT - où le majeur et le mineur homonymes sont subtilement mêlés au point de ne former qu'un seul et même mode « mixte ».
Son traité, intitulé "Abrégé des règles de l'harmonie... nouveau projet sur un système de musique sans tempérament ni cordes mobiles", est publié en 1743. Par l'originalité de son intuition, Levens se place au rang des auteurs dont les recherches ont servi à fixer les stades de l'évolution de l'écriture harmonique et tonale.
Lorsque, après une longue maladie, Levens s'éteint le 11 mars 1764, son nom est connu dans une grande partie du pays et à Versailles. Une messe de Requiem est chantée pour le repos de l'âme du "Cantor" de Saint-André (le mot cantor  est utilisé dans les pays allemands : on le reprend dans cet article en référence à J. S. Bach...). Il est probable que Mahé eut à cœur d'honorer le talent de son maître et ami en dirigeant une des deux "Messes des Morts" dont il avait été le copiste[réf. nécessaire].

## Son œuvre
Les maîtrises de Provence célèbrent le talent de l'ancien enfant de chœur de Marseille en chantant ses grands motets "Dixit Dominus" et "Exurgat Deus", son "Magnificat", son "Te Deum" et ses "Messes sans symphonie" (donc a cappella). Le prince Antoine ler de Monaco, grand mélomane, fait l'acquisition du motet "Ut Quid Deus". Les Concerts de Lille mettent à leur programme quatre autres de ses grands motets: "Magnus Dominus", "Cantemus Domino", "Benedictus Dominus" et "Laudate Dominum". Son "Paratum cor meum" est inscrit au programme des Concerts de Lyon et des maîtrises d'Aix-en-Provence. Le compositeur trouve sa consécration tant à l'office de Versailles (Chapelle Royale), qu'au Concert Spirituel de Paris avec l'exécution du grand motet "Deus Noster refugium". Sa célébrité est à son apogée dans les années 1740-1750.
En dehors des rares œuvres profanes de circonstances que Charles Levens a été amené à écrire,  l'essentiel de sa production est consacré au répertoire religieux. Le choix des textes liturgiques confirme la force d'inspiration des psaumes et le succès du grand motet français dans les années 1700-1750. Mais loin de l'emprise musicale de Versailles qui donne la préférence à la création du motet, qu'on peut entendre comme une pose dans la liturgie, Levens continue la tradition des maîtres provençaux en s'intéressant aussi à l'illustration de la partir directement liturgique de la messe ou des différents offices religieux catholiques.
Au XVIIIe siècle, les messes polyphoniques adoptent le style concertant du grand motet versaillais avec chœur, solistes et "symphonie" (ensemble instrumental) ou simple continuo (basse continue), selon les effectifs dont dispose chaque paroisse. Dans ses deux "Messes des Morts" (un Requiem), Levens fait intervenir un chœur à 5 voix et des solistes - basse taille (baryton), haute taille (ténor), haute contre (alto), dessus (soprano). La partie instrumentale est constituée d'un continuo dont la basse harmonique est réalisée à l'orgue, avec 2 bassons et un violoncelle ad libitum jouant la ligne mélodique de basse proprement dite.
Destinées aux offices de la cathédrale Saint-André de Bordeaux, les deux "Messes des Morts" en fa proposent une illustration quasi-intégrale du texte de la "Missa pro defunctis" (Messe pour les défunts). Les paroles prophétiques du "Dies illa, Dies irae" (épisode du répons Libera me) jusqu'alors rarement présentes dans les  Requiem de ses prédécesseurs, sont confiées, dans chacune des deux messes, à un soliste - haute contre et haute taille - dont la soudaine intervention au milieu d'un grand chœur confère à l'annonce du Jugement dernier un relief original.
Le souci constant de l'expression du mot conditionne le choix des différentes séquences musicales. Les formes d'interventions vocales, extrêmement variées, se succèdent au rythme d'une articulation sans cesse renouvelée. L'inspiration quasi-populaire des motifs mélodiques va de pair avec l'écriture consonante et verticale des chœurs soumis à une rythmique ternaire et pointée. À la vision réaliste des souffrances qui attendent les âmes pécheresses en enfer, dans les chœurs du "Libera me" (avec l'épisode "Quando coeli movendi sunt"), répond l'affirmation de l'espérance en un Dieu juste et miséricordieux à travers le retour apaisant des chœurs sur le "Requiem æternam" et dans l'ultime prière du "Kyrie eleyson".
Modelé par la spontanéité de la musique méridionale, affermi par ses contacts avec les œuvres de Jean Gilles, André Campra, Michel-Richard Delalande et Jean-Philippe Rameau, Levens a donné au style imposé par l'art officiel de Versailles une souplesse et une vivacité originales. De plus, par sa participation aux débats théoriques de son temps, il apparaît comme un homme des lumières (un « philosophe » au sens du XVIIIe siècle, comme l'était également Rameau) à la fois artiste et savant, dépendant de ses employeurs ecclésiastiques mais restant disponible pour tout itinéraire de découverte.
Homme modeste, zélé, d'un caractère aimable et égal comme le décrivent ses employeurs, on l'imagine rigoureux à la tâche et ambitieux au vu de sa production.
Au service du chapitre canonial de la cathédrale dont il doit satisfaire l'exigence, Levens est, à l'image de son célèbre contemporain Jean-Sébastien Bach, un compositeur qui sait exprimer par le figuralisme de son écriture, la profondeur de sa foi et son interprétation personnelle des textes bibliques. Sa dimension de théoricien, l'originalité de son raisonnement et de ses découvertes s'inscrivent dans la réflexion générale menée par les musiciens et les hommes de sciences et font de Charles Levens un homme des lumières à la fois artiste et savant.
Son œuvre fait désormais partie de notre patrimoine musical.

## Discographie
- Te Deum & Deus noster refugium (CD HORTUS 060), Ensemble Sagittarius - Orchestre Baroque Les Passions - Ensemble Baroque Orfeo & Groupe Vocal Arpège. Direction : Michel Laplénie
- Messes des Morts 1 & 2 (CD ETCETERA KTC1340), Ensemble Sagittarius - Orchestre Baroque Les Passions - Ensemble Baroque Orfeo & Groupe Vocal Arpège. Direction : Michel Laplénie